# Ban giám đốc (công ty)
Ban giám đốc (công ty) là một cơ cấu không nhất thiết phải có, nhằm điều hành một công ty hay thể chế tương tự.

## Chức năng chính
- Thực hiện các chiến lược kinh doanh mà Hội đồng quản trị đã đặt ra.
- Điều hành công ty đạt được các mục tiêu cuối cùng.
- Giải quyết công việc hàng ngày của công ty

## Vị trí
Có rất nhiều vị trí giám đốc. 
1. Giám đốc Điều hành (Chief Administer Officer/Executive Director).
2. Giám đốc Phân tích (Chief Analytics Officer/Analysis Director).
3. Giám đốc Điều hành Kiểm toán (Chief Audit Executive/Executive Auditors).
4. Giám đốc Thương hiệu (Chief Brand Officer/Brand Director).
5. Giám đốc Kinh doanh (Chief Business Officer/Business Manager).
6. Giám đốc Điều báo (Chief Channel Officer/Channel Director).
7. Giám đốc Thương mại (Chief Commercial Officer/Commercial Director).
8. Giám đốc Truyền thông (Chief Communications Officer/Communications Director).
9. Giám đốc Điều hành (Chief Compliance Officer/Managing Director).
10. Giám đốc Nội dung (Chief Content Officer/Content Manager).
11. Giám đốc Sáng tạo (Chief Creative Officer/Creative Director).
12. Giám đốc Dữ liệu (Chief Data Officer/Data Manager).
13. Giám đốc Kỹ thuật (Chief Digital Officer/Digital Director).
14. Tổng Giám đốc Điều hành (Chief Executive Officer/Executive Manager).
15. Giám đốc Kinh nghiệm (Chief Experience Officer/Experience Director).
16. Giám đốc Tài chính (Chief Financial Officer/Finance Director).
17. Giám đốc Nhân sự (Chief Human Resource Officer/Human Resource Manager).
18. Giám đốc Thông tin (Chief Information Officer/ Director).
19. Giám đốc An ninh Thông tin (Chief Information Security Officer/Information Security Director).
20. Giám đốc Đổi mới (Chief Innovation Officer/Innovation Director).
21. Giám đốc Đầu tư (Chief Investment Officer/Investment Director).
22. Giám đốc Kiến thức (Chief Knowledge Officer/Knowledge Director).
23. Giám đốc Học vấn (Chief Learning Officer/Academic Director)
24. Giám đốc Tiếp thị (Chief Marketing Officer/Marketing Director).
25. Giám đốc Y tế (Chief Medical Officer/Medical Director).
26. Giám đốc Mạng lưới (Chief Networking Officer/Network Director).
27. Giám đốc Điều hành (Chief Operating Officer/Operations Director).
28. Giám đốc Mua sắm (Chief Procurement Officer/Procurement Director).
29. Giám đốc Sản phẩm (Chief Product Officer/Product Manager).
30. Giám đốc Nghiên cứu (Chief Research Officer/Research Director).
31. Giám đốc Tái cơ cấu (Chief Restructuring Officer/Restructure Director).
32. Giám đốc Doanh thu (Chief Revenue Officer/Sales Director).
33. Giám đốc Rủi ro (Chief Risk Officer/Risk Manager).
34. Giám đốc Khoa học (Chief Science Officer/Scientific Director).
35. Giám đốc Chiến lược (Chief Strategy Officer/Strategic Director).
36. Giám đốc Công nghệ (Chief Technology Officer/Technology Director).
37. Giám đốc Tầm nhìn (Chief Visionary Officer/Vision Director).
38. Giám đốc Mạng (Chief Web Officer/Web Director).
39. Giám đốc Pháp chế (Chief Legal Officer/Legal Director).

## Quan hệ với Hội đồng Quản trị
Thông thường, Ban giám đốc và Hội đồng quản trị luôn xác định ranh giới làm việc. Sự xác định này thể hiện bằng văn bản, tránh được sự chồng chéo, lạm quyền. Đặc biệt, trong các công ty cỡ vừa, người ta bắt đầu phải dựa vào các nguyên tắc của cơ chế quản trị công ty (corporate governence) để phân định rõ ranh giới của hai bên cả về quyền hạn và trách nhiệm.
Hai trường hợp sau đều dễ dàng xảy ra:
1. Ban giám đốc làm sai: có thể là lạm quyền, là không hoàn thành chức trách... dẫn đến các hậu quả cho công ty.
2. Ban giám đốc bị chèn ép: sinh méo mó trong cả chức năng và hành vi. Nhiều trường hợp vẫn có sự chồng chéo, Hội đồng quản trị làm thay Ban giám đốc hay lạm quyền của ban này.

Khi Hội đồng quản trị là đại diện của chủ sở hữu thì Ban giám đốc thường là đại diện của những người làm thuê cao cấp nhất của một công ty. Ban giám đốc có thể bị thay bởi Hội đồng quản trị bất kỳ lúc nào; trừ khi bản Điều lệ công ty quy định khác đi.